# Fawzia van Egypte
Prinses Fawzia bint Foead van Egypte (Arabisch: فوزية بنت الملك فؤاد, Perzisch: فوزیه فؤاد) (Alexandrië (Egypte), 5 november 1921 – aldaar, 2 juli 2013) was een Egyptische prinses en de eerste echtgenote van sjah Mohammad Reza Pahlavi. Ze was drie jaar lang koningin van Perzië (Iran). Koning Faroek I van Egypte was haar broer.

## Jonge leven
Fawzia werd geboren als Fawzia bint Foead in het paleis Ras Al-Teen te Alexandrië. Ze was de oudste dochter van sultan Foead van Egypte (later koning Foead I), en diens tweede vrouw Nazli Sabri. Een van haar betovergrootvaders was Suleiman Pasha, een Franse legerofficier die onder Napoleon diende en zich bekeerde tot de islam. Fawzia had drie zusters, Faiza, Faika en Fathiya en een broer Faroek, die later de troon besteeg in Egypte. Uit het eerste huwelijk van haar vader had ze nog een halfbroer Ismail, die als kind stierf, en een zus Fawkia. Eén jaar na haar geboorte werd ze een koninklijke hoogheid nadat haar vader koning werd van een onafhankelijk Egypte.

## Huwelijk met de kroonprins van Perzië
Op 16 maart 1939 trouwde ze in Caïro met Mohammad Reza Pahlavi (1919-1980), de toen kroonprins van Perzië (Iran). Na hun huwelijksreis werd de huwelijksceremonie nog eens overgedaan in de hoofdstad Teheran. Twee jaar later volgde Mohammad Reza zijn verbannen vader op en werd zo (de laatste) sjah van Perzië. Nadat haar man de troon besteeg, verscheen koningin Fawzia op de cover van het Amerikaanse tijdschrift Life op 21 september 1942.
Het huwelijk was geen succes. Na de geboorte van hun enige kind Shahnaz Pahlavi, scheidde ze in 1945 voor de Egyptische wet en verhuisde naar Caïro. De echtscheiding werd in Perzië niet erkend, en werd uiteindelijk pas officieel op 18 november 1948, waarna koningin Fawzia weer prinses van Egypte werd. De titel 'keizerin' (sjahbanu in het Perzisch) die later van toepassing werd op Farah Pahlavi, de derde vrouw van de sjah, was in die tijd nog niet van toepassing. Een van de voorwaarden om te scheiden was dat haar dochter in Perzië zou worden opgevoed. Haar broer Faroek, die intussen koning van Egypte was geworden, scheidde in dezelfde week als zij van zijn vrouw, koningin Farida.
In de officiële mededeling van de echtscheiding stond dat het Perzische klimaat de gezondheid van de koningin in gevaar bracht en dat ze daardoor wilde scheiden. In een andere officiële mededeling zei de sjah dat de vriendelijke relaties tussen Egypte en Perzië niet geschaad werden door de echtscheiding.
Er werd ook gezegd dat de familiale relaties tussen beide vorstenhuizen moeilijk waren, omdat enerzijds de oudere koninklijke familie van Egypte de Pahlavi’s als minder beschouwde en anderzijds de koningin-moeder van Perzië (en haar dochters) Fawzia moeilijk en afstandelijk vonden.

## Huwelijk met kolonel Ismail Hussain Shirin Bey
Op 28 maart 1949 hertrouwde de prinses met Ismail Hussain Shirin Bey (1919-1994), een verre neef die daarvoor minister van oorlog en de marine in Egypte was. Ze kregen twee kinderen, Nadia (1950) en Hussain (1955).
In januari 2005 werd ten onrechte haar dood gemeld. Journalisten verwarden haar met haar nicht prinses Fawzieh (1940-2005), een van de drie dochters van haar broer Faroek.
Prinses Fawzia overleed in 2013 op 91-jarige leeftijd.